# Merville-Franceville-Plage
Merville-Franceville-Plage, im täglichen Sprachgebrauch meist Franceville genannt, ist eine französische Gemeinde mit 2222 Einwohnern (Stand 1. Januar 2022) an der Küste des Départements Calvados in der Region Normandie. Sie gehört zum Arrondissement Lisieux und zum Kanton Cabourg. Die Einwohner werden als Mervillais-Francevillais bezeichnet.

## Geografie
Merville-Franceville-Plage liegt an der Côte Fleurie an der östlichen Seite der Orne-Mündung, an einem ebenen Küstenabschnitt mit ursprünglich teils sandigem, teils sumpfigem Gelände. Die Ebene landeinwärts hinter dem Ort wird intensiv landwirtschaftlich genutzt. Am westlichen Flussufer gegenüber liegt Ouistreham. Der nächste Nachbarort in östlicher Richtung ist Varaville in drei Kilometern Entfernung.

## Geschichte
1078 erscheint der Name Matervilla im Chartular des Dreieinigkeits-Klosters von Caen. 1278 wurde der Merravilla genannt; im Lauf der Zeit wurde daraus schließlich Merville. Franceville war der Name einer privaten Wohnsiedlung, die 1898 zu einem Seebad ausgeweitet wurde. Durch einen Erlass des Präsidenten Gaston Doumergue vom 11. Februar 1931 wurden die beiden Orte zu Merville-Franceville-Plage vereinigt.
Bei der Invasion der Normandie im Juni 1944 war der Ort Schauplatz der Kämpfe um die dortige deutsche Artilleriestellung. Eine Stele an der ehemaligen deutschen Stellung erinnert an diese Ereignisse.

### Bevölkerungsentwicklung
| Jahr                              | 1793 | 1841 | 1876 | 1926 | 1946 | 1968 | 1990 | 2019 |
| Einwohner                         | 256  | 296  | 273  | 351  | 603  | 1046 | 1317 | 2186 |
| Quellen: Cassini, EHESS und INSEE |      |      |      |      |      |      |      |      |

## Sehenswürdigkeiten
- Die deutsche Artilleriebatterie bei Merville ist seit 2004 als Monument historique klassifiziert[2]
- Die Redoute von Merville ist eine nach Plänen von Vauban 1779 errichtete Festung. Sie diente zunächst als Festungsbollwerk und später als Zollstation und diente von 1940 bis 1944 als deutsche Garnison. Sie ist seit 1978 als Monument historique ausgewiesen[3]
- Kirche Saint-Germain aus dem 12. Jahrhundert

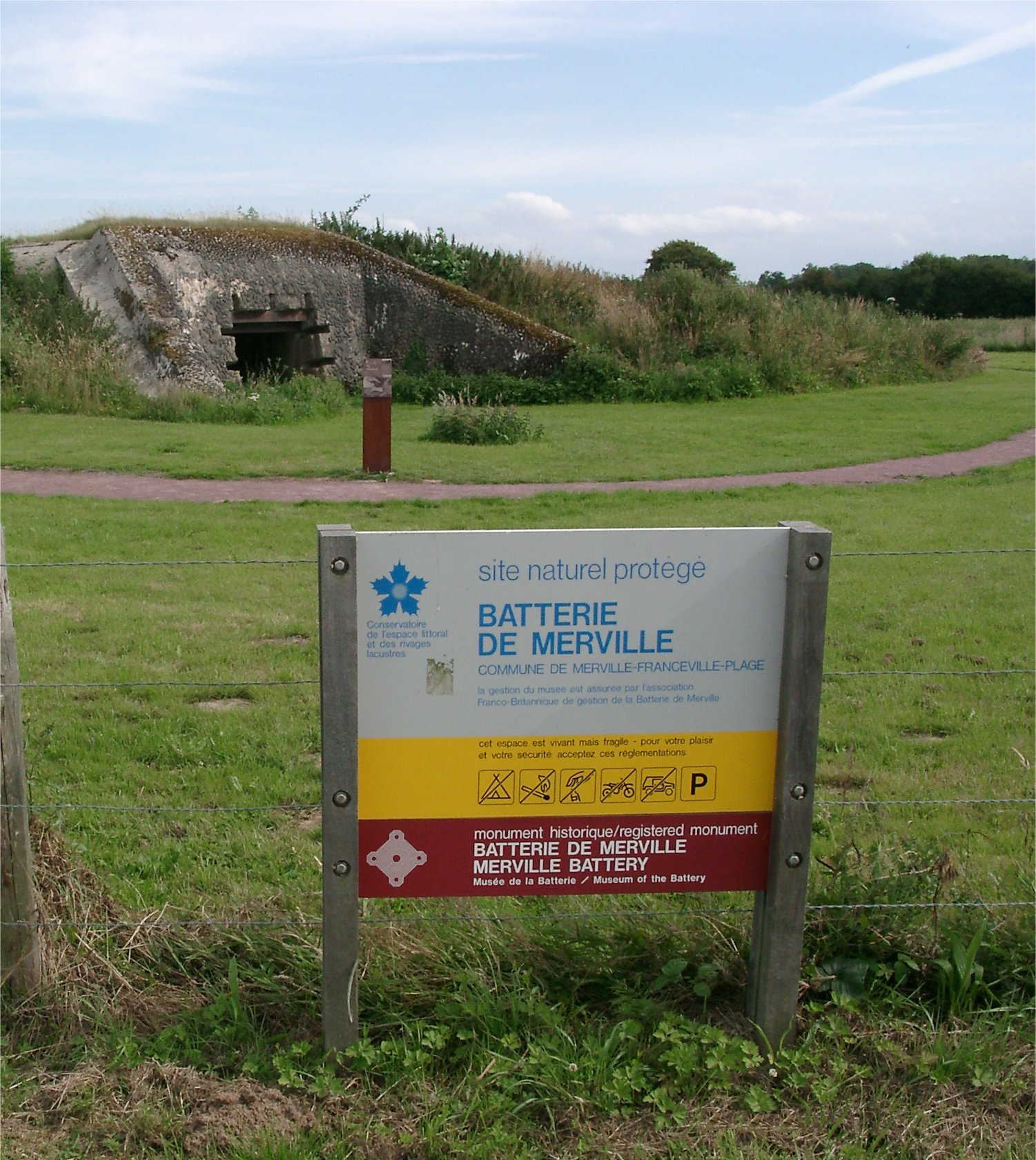
Kasematte der deutschen Artilleriestellung von Merville
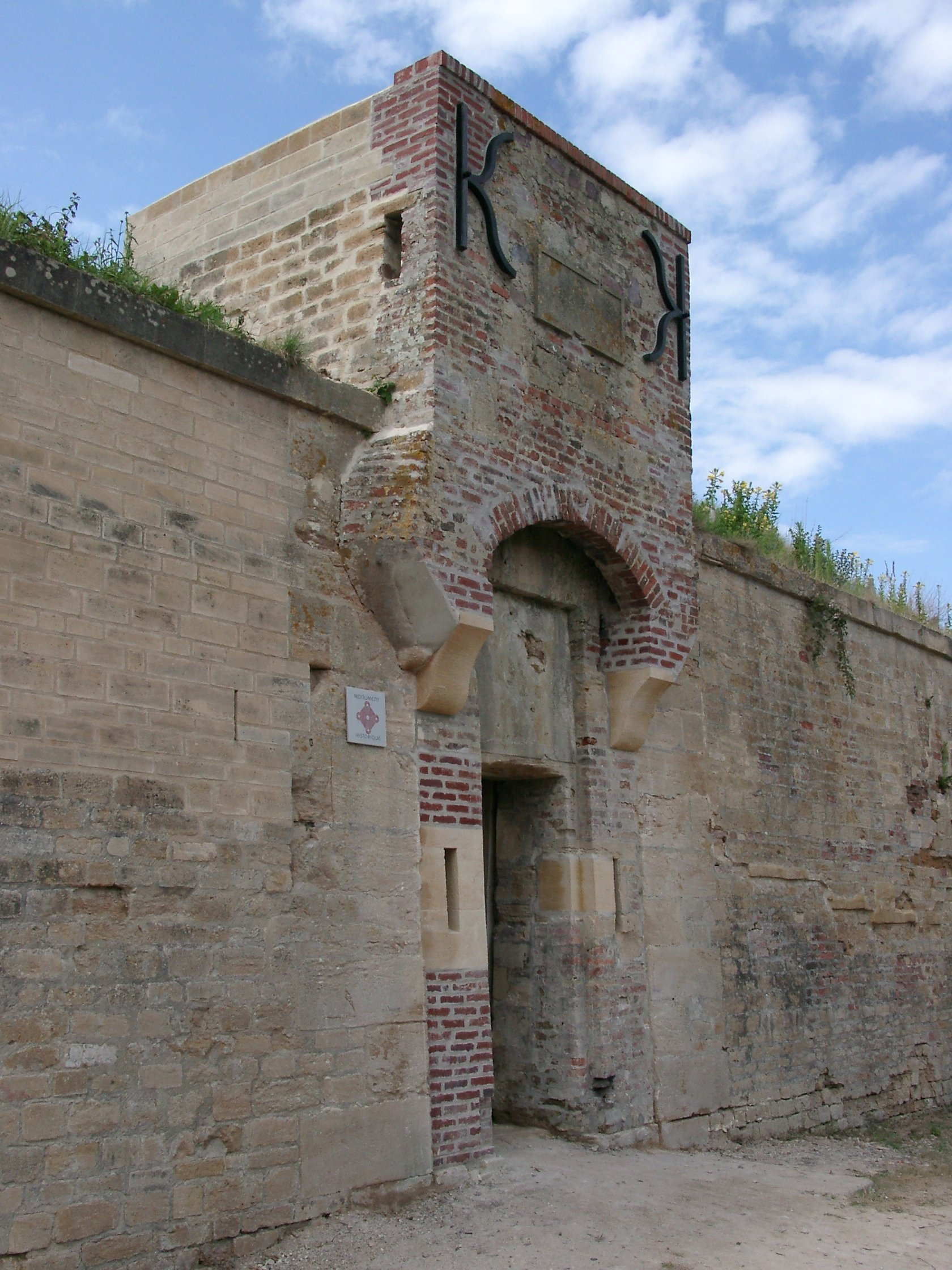
Redoute von Merville
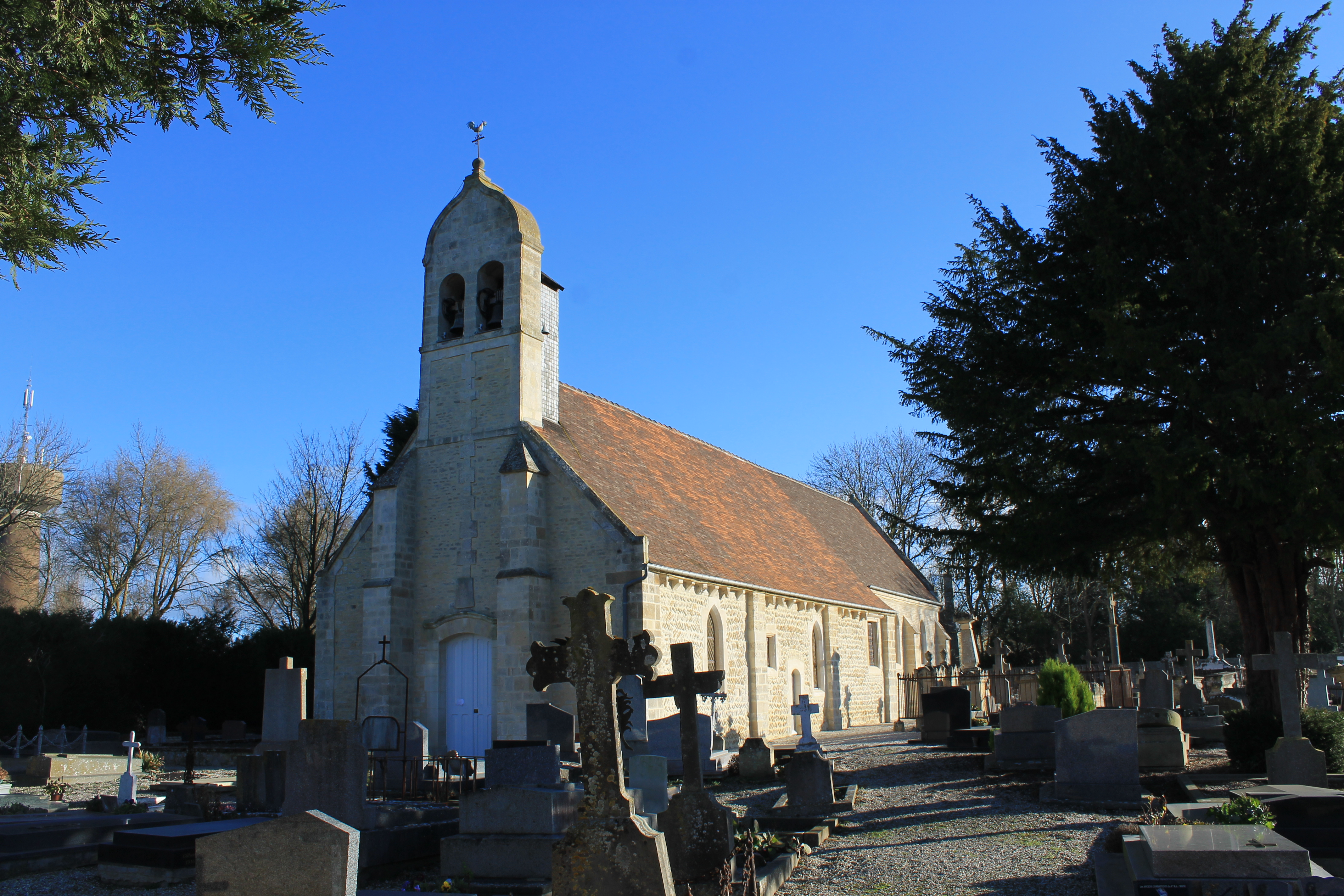
Kirche Saint-Germain

## Tourismus
Franceville-Merville ist ein beliebter Badeort für Familien. Die Unterkünfte sind preisgünstiger als im benachbarten Cabourg und in den renommierten, weltbekannten Badeorten Deauville und Trouville-sur-Mer etwas weiter östlich.
Der Ort ist ein Zentrum des Kitesurfens in Frankreich. Alle zwei Jahre im September findet das „Cidre-und-Drachen-Fest“ mit Kostümen und mit mittelalterlichen Darbietungen statt.

## Gemeindepartnerschaften
Die englische Gemeinde Clyst St Mary ist Partnergemeinde von Merville-Franceville. Zudem besteht eine Partnerschaft mit Heringsdorf auf der Insel Usedom.

## Persönlichkeiten
- Alessandro Anzani (1877–1956), der italienische Motorrad-Rennfahrer starb in Merville-Franceville